# Flavio Martini
Flavio Martini (Galliera Veneta, Província de Pàdua, 13 de gener de 1945) va ser un ciclista italià, que fou professional entre 1969 i 1970. Va guanyar dues medalles de bronze als Campionats del món en contrarellotge per equips de 1967 i 1968.

## Palmarès
- 1968
  - 1r al Trofeu Alcide De Gasperi
  - 1r al Trofeu Matteotti sub-23
- 1970
  - 1r al Giro del Belvedere
- 1974
  - 1r al Giro del Belvedere
  - 1r al Vicenza-Bionde